# لانچیا مونت‌کارلو

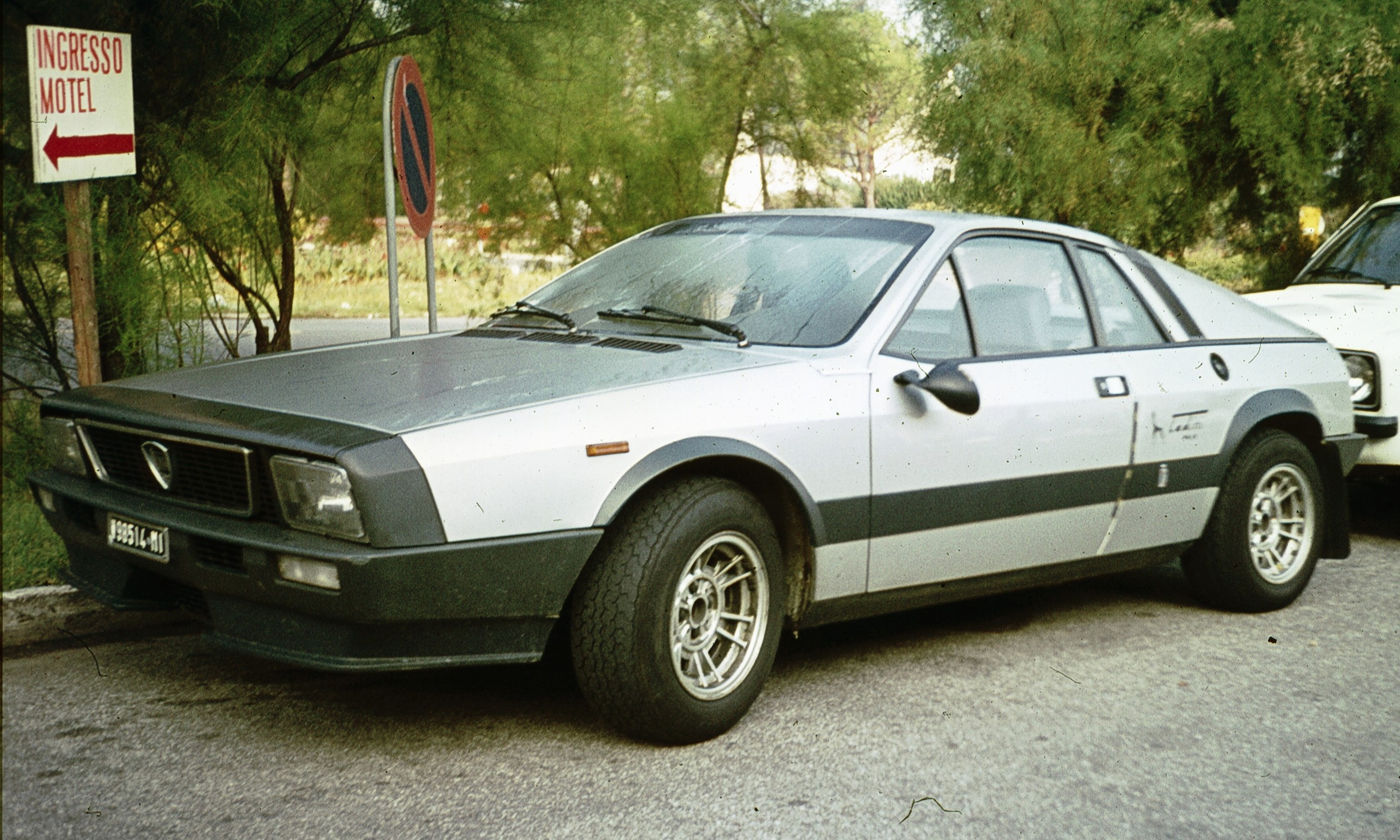

لانچیا مونت‌کارلو (Lancia Montecarlo) خودرویی است که در سال‌های ۱۹۷۵ تا ۱۹۸۲تولید شده‌است. 
این خودرو در کلاس خودرو اسپورت قرار گرفته، طراحی آن خودروهای موتور وسط عقب-محور عقب بوده طول آن در حالت طبیعی ۳٬۸۱۰ میلیمتر (۱۵۰ اینچ)، عرض آن در حالت طبیعی ۱٬۶۹۰ میلیمتر (۶۷ اینچ)، ارتفاع آن در حالت طبیعی ۱٬۱۹۰ میلیمتر (۴۷ اینچ) و وزن آن در حالت طبیعی ۹۷۰ کیلوگرم (۲٬۱۴۰ پوند) است. 

## نگارخانه

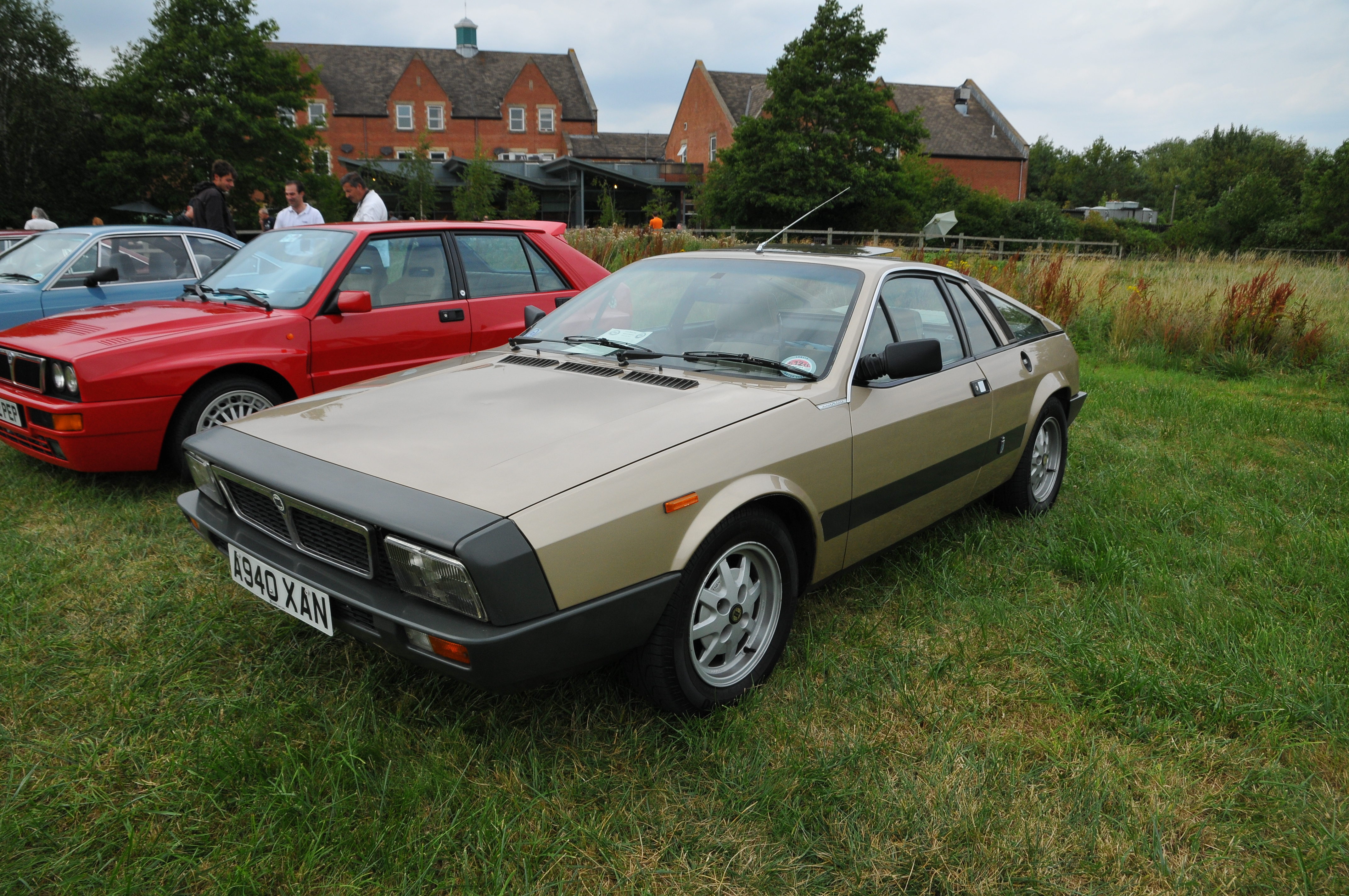
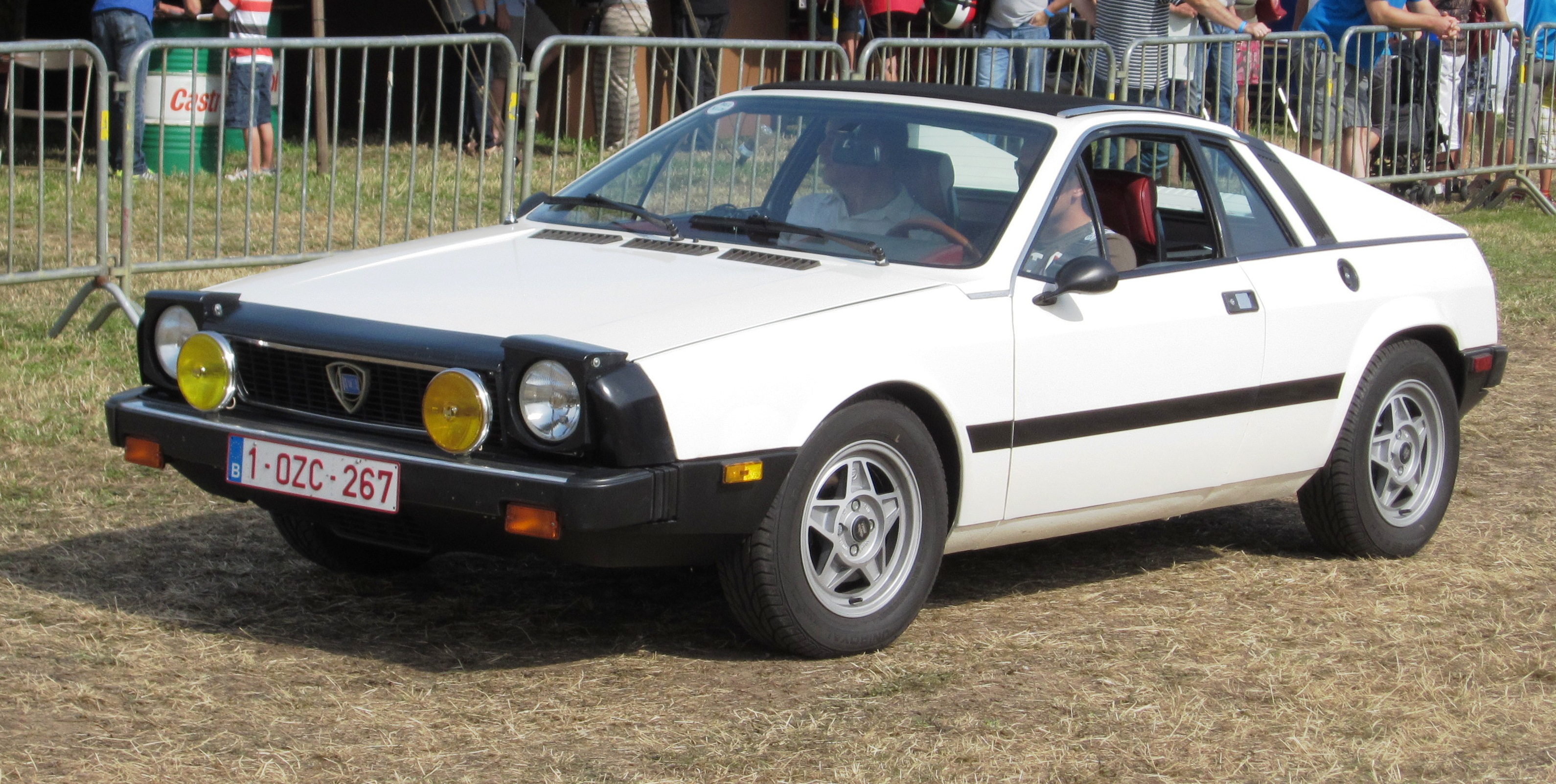
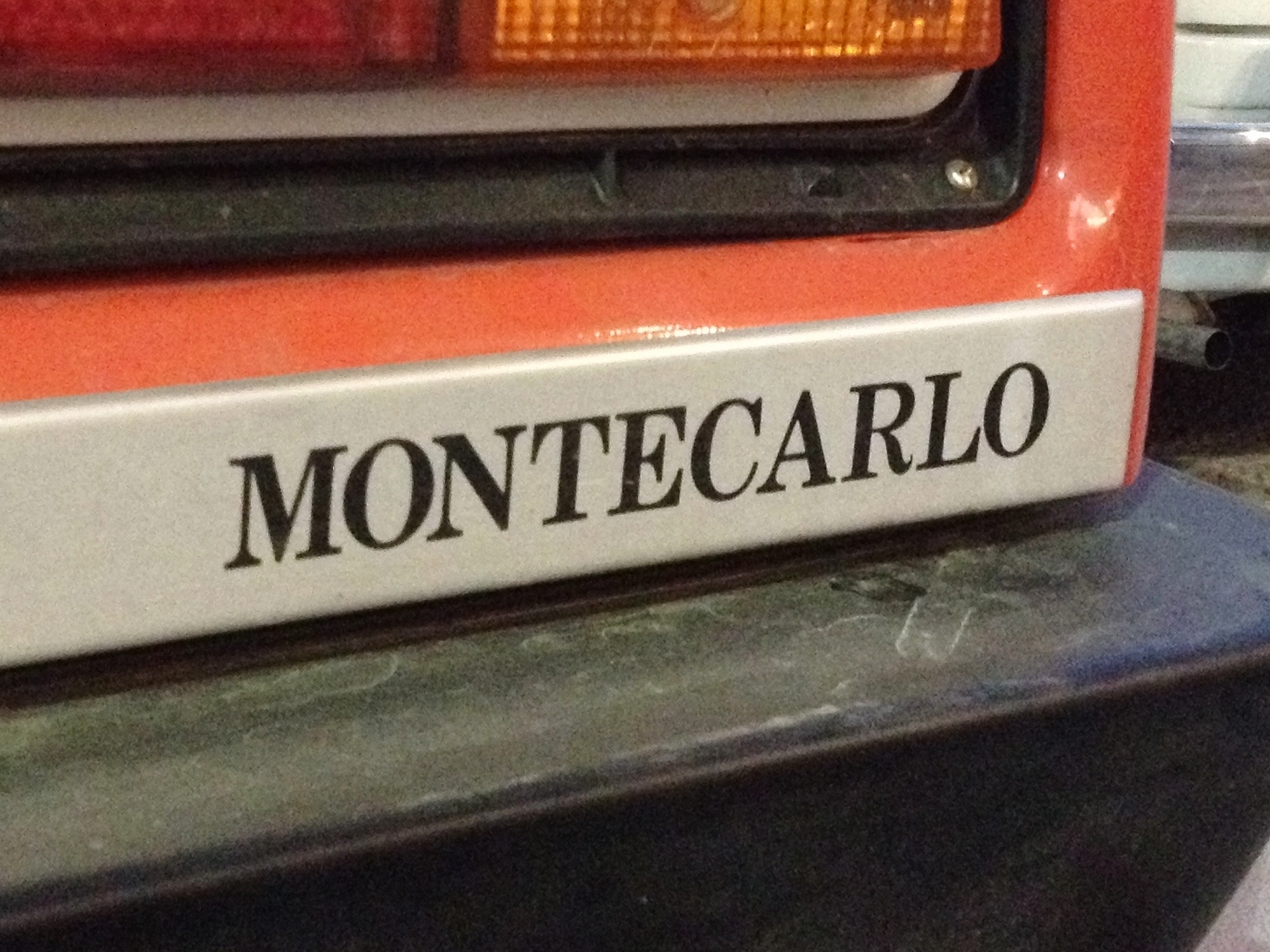
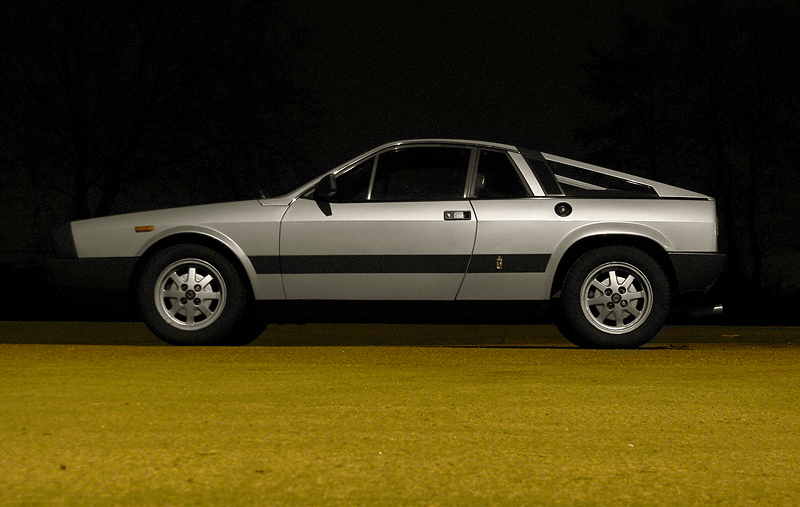
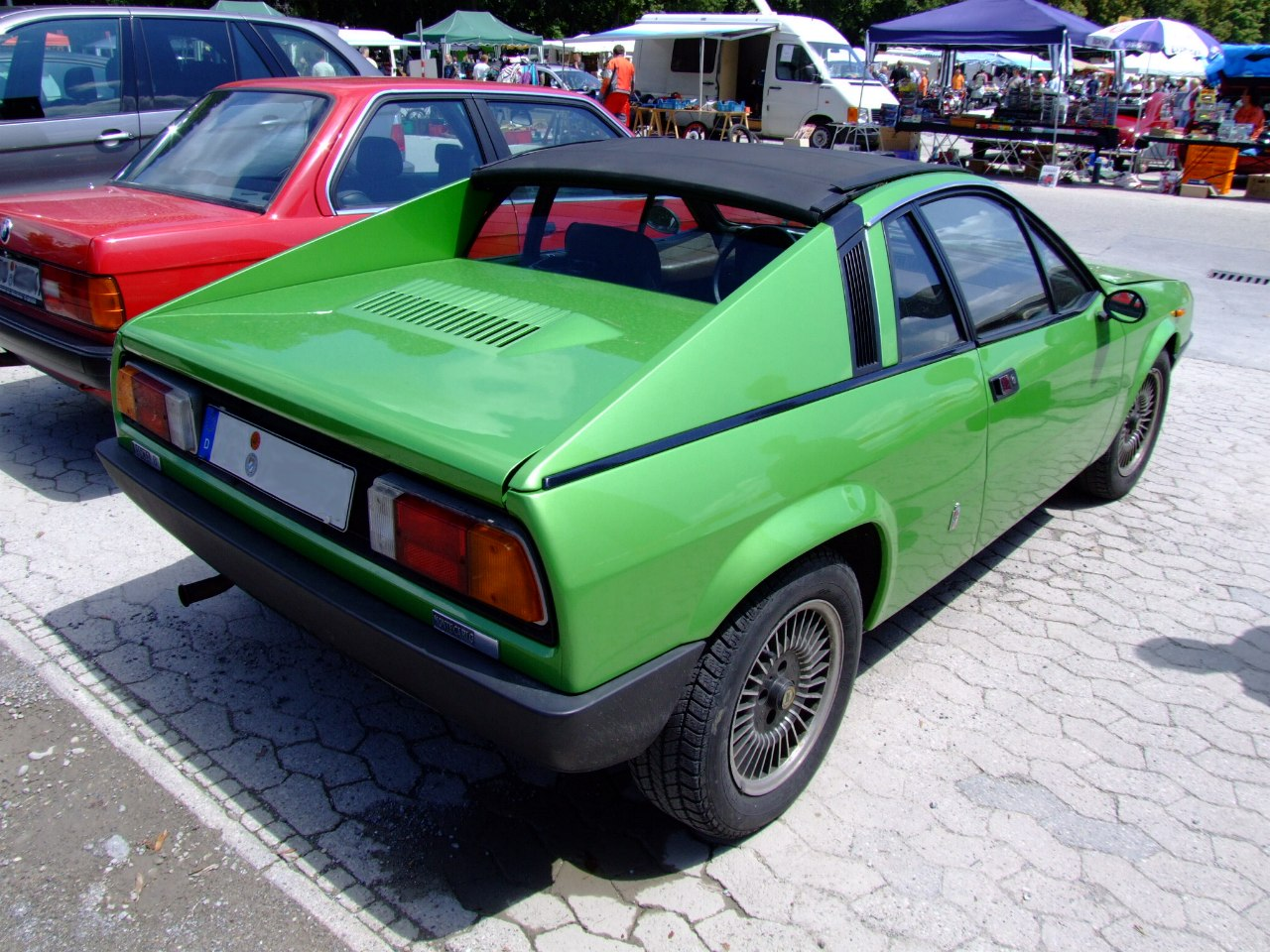
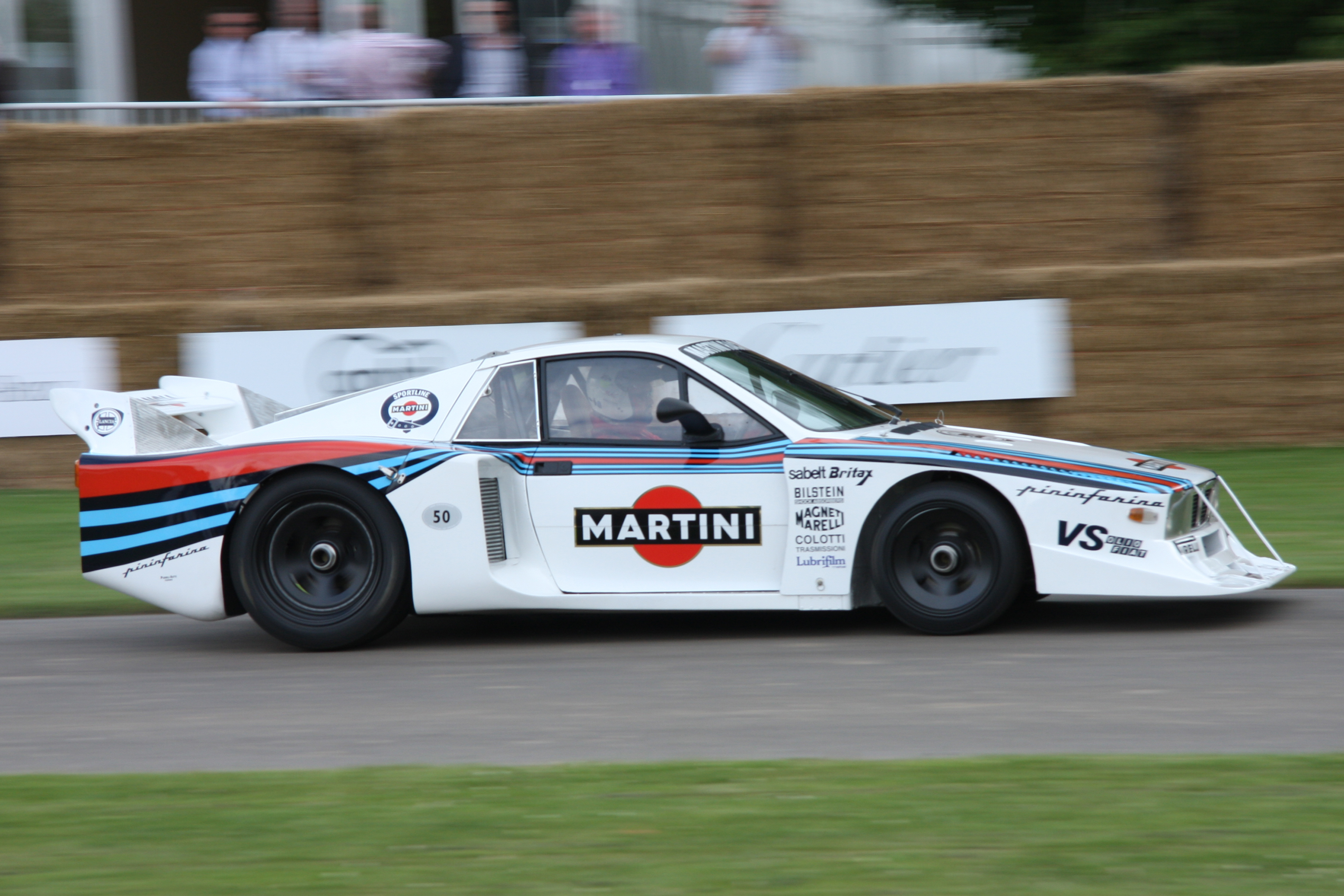
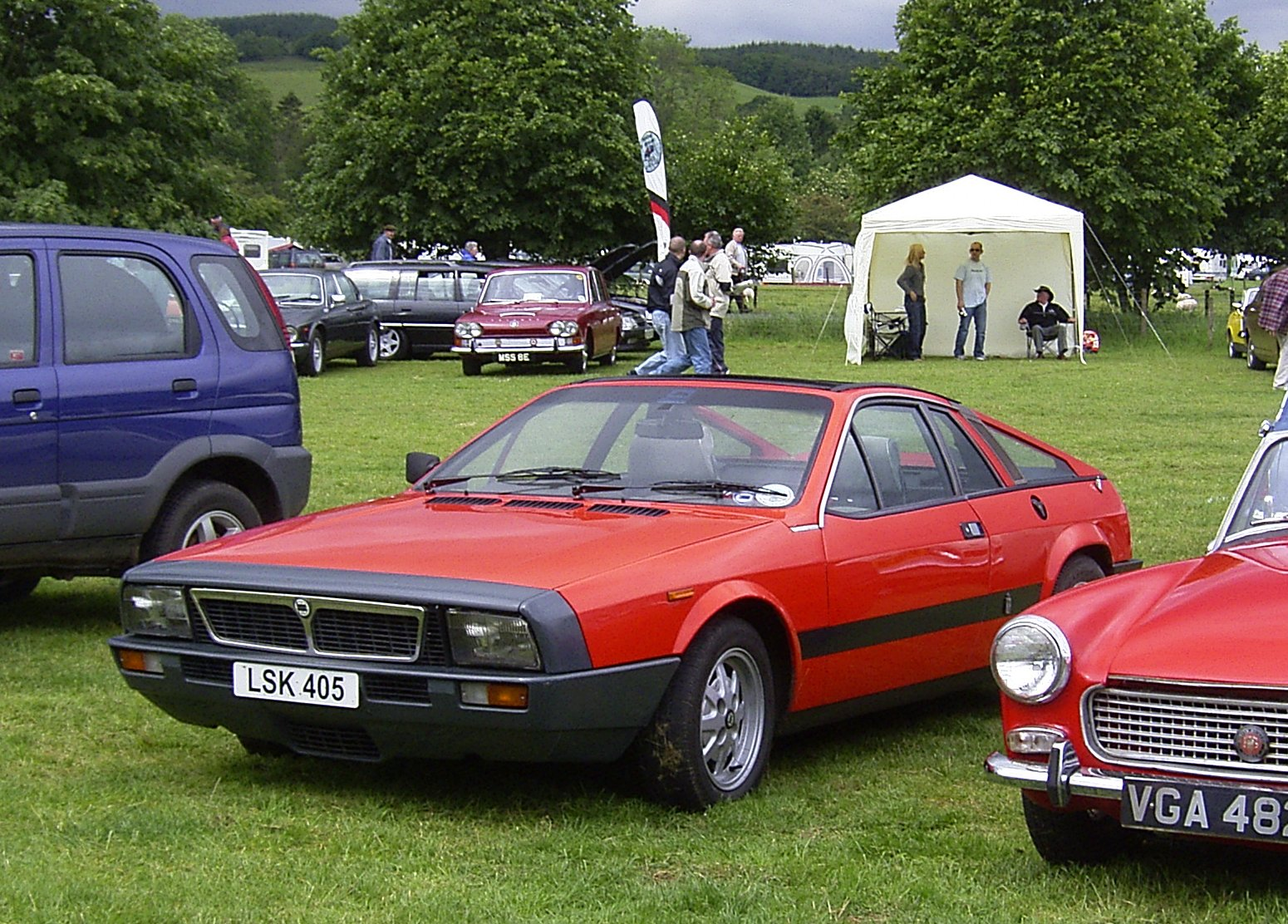